# Víctor Vargas Santander
Víctor Vargas Santander es un político peruano. Fue alcalde provincial de Paucartambo entre 1996 y 2002 y consejero regional del Cusco entre 2015 y 2018.
Nació en el distrito de Challabamba, provincia de Paucartambo, departamento del Cusco, el 1 de abril de 1953, hijo de Leonardo Vargas Follana y Paulina Santander Valencia. Cursó sus estudios primarios en su localidad natal y los secundarios en el Colegio Ciencias del Cusco. Entre 1975 y 1980 cursó estudios superiores de economía en la Universidad Nacional de San Antonio Abad del Cusco.
Postuló a la alcaldía de la provincia de Paucartambo en las elecciones municipales de 1993 sin éxito. En las elecciones municipales de 1995 resultó elegido con el 48.719% de los votos y fue reelegido el 2002 con el 32.891%. Intentó una nueva reelección en las elecciones municipales del 2006 sin éxito. En las elecciones regionales del 2010 tentó su elección como consejero regional por la provincia de Paucartambo sin lograr la elección, la misma que logró en las elecciones regionales del 2014 con el 22.876% por el Movimiento Regional Acuerdo Popular Unificado siendo elegido conjuntamente con Roxana García Fernández del movimiento Autogobierno Ayllu. En las elecciones regionales del 2018 fue candidato a gobernador regional sin éxito obteniendo sólo el 2.554% de los votos.